# Bolków
Bolków (AFI: [ˈbɔlkuf]) es un municipio urbano-rural y una localidad del distrito de Jawor, en el voivodato de Baja Silesia (Polonia). La localidad está ubicada a unos quince kilómetros al suroeste de Jawor, la capital del distrito, y a unos setenta al oeste de Breslavia, la capital del voivodato. En 2011, según la Oficina Central de Estadística polaca, el municipio cubría una superficie de 7,68 km² y tenía una población de 5295 habitantes.

## Historia

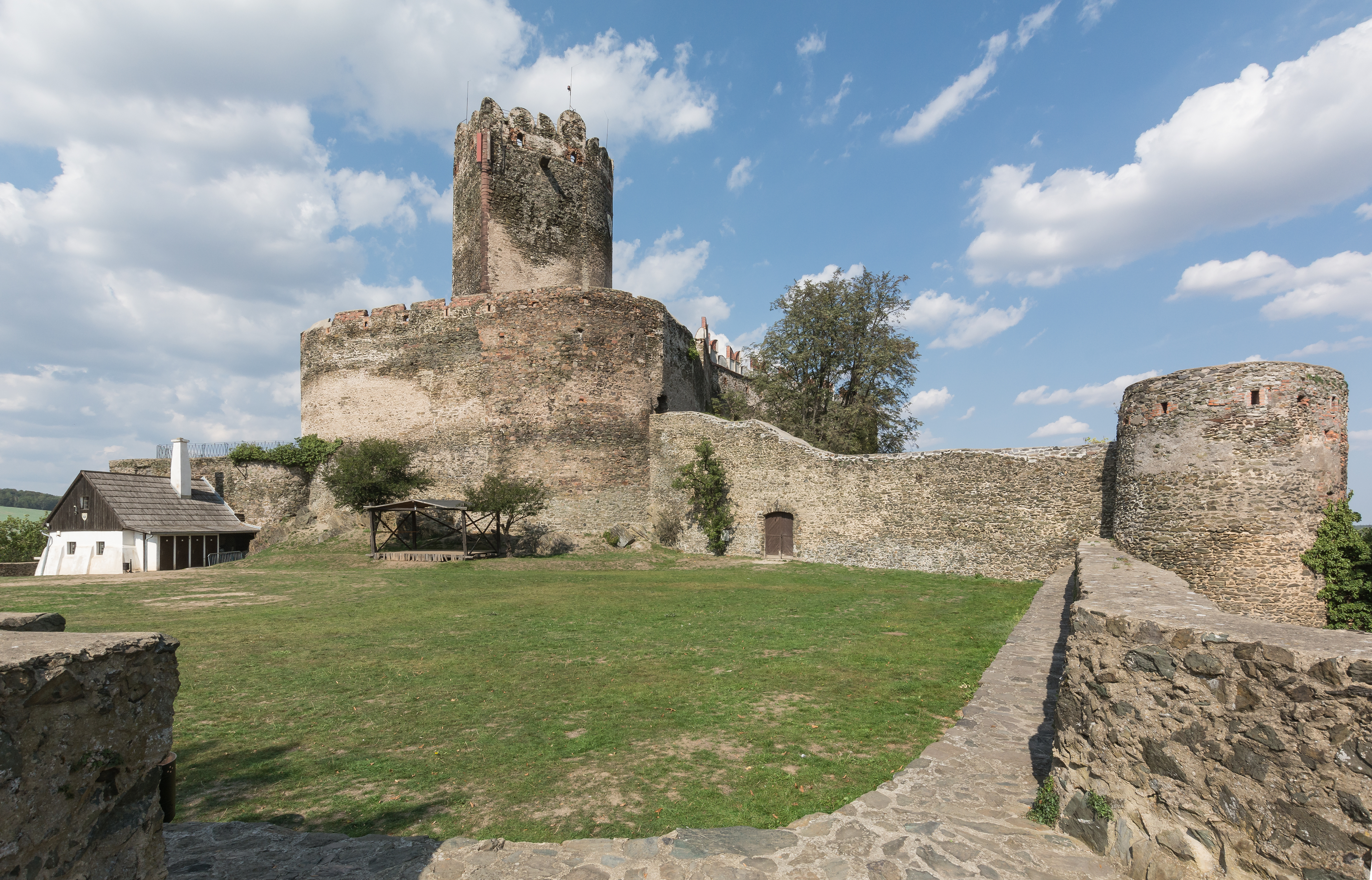
Castillo de Bolków.

En la Edad Media, Bolków era un pequeño asentamiento dentro del fragmentado Reino de Polonia. Fue mencionado por primera vez como Hain y se le concedieron derechos de ciudad en 1276. La primera mención conocida del Castillo de Bolków se remonta a 1277, durante el reinado del duque Boleslao II Rogatka. Su hijo, el duque Bolko I el Estricto, hizo ampliar significativamente el castillo, que, durante el reinado de sus sucesores, Bernardo de Świdnica y Bolko II el Pequeño, llegó a ser una de las fortalezas más poderosas de Silesia. El nombre actual del pueblo se debe al duque Bernardo de Świdnica, bajo cuyo reinado se desarrolló rápidamente, en conmemoración de su padre, el duque Bolko el Estricto. En 1345, los polacos lo defendieron con éxito de un asedio checo. Permaneció como parte del Ducado de Świdnica, bajo el poder de los Piastas, hasta su disolución en 1392, cuando fue incorporado a las Tierras de la Corona de Bohemia, parte constituyente del Sacro Imperio Romano Germánico.
En 1463, el castillo fue capturado por el rey bohemio Jorge de Poděbrady, y posteriormente se convirtió en el hogar de bandidos locales antes de ser capturado por los burgueses de Breslavia y Świdnica en 1468. Después, el pueblo pasó al Reino de Hungría, en 1493 fue capturado por Casimiro II, duque de Cieszyn de la dinastía Piasta, y más tarde volvió a estar bajo dominio bohemio.
El pueblo y el castillo, gravemente dañados durante la Guerra de los Treinta Años, pasaron a ser propiedad de la Abadía de Krzeszów en 1703. Durante las Guerras de Silesia, a mediados del siglo XVIII, el pueblo fue anexado por Prusia, y en 1871 pasó a formar parte de Alemania. Con la secularización, a partir de 1810 el castillo fue abandonado y se deterioró lentamente. Las obras de restauración del castillo no empezaron hasta 1905.
Durante la Segunda Guerra Mundial, los alemanes establecieron un subcampo del campo de concentración de Gross-Rosen para los judíos.
En 1947 se estableció en Bolków un campo de entrenamiento para voluntarios judíos para la Haganá. El campo entrenó a 7000 soldados que después viajaron a Palestina, y existió hasta finales de 1948.
Desde 1997 el Castillo de Bolków acoge cada año el festival de rock gótico Castle Party.

## Arquitectura
La construcción más notable del pueblo es el castillo de Bolków, que data del siglo XIII. Otros puntos emblemáticos son el ayuntamiento, la iglesia de Santa Eduviges y la plaza del mercado.

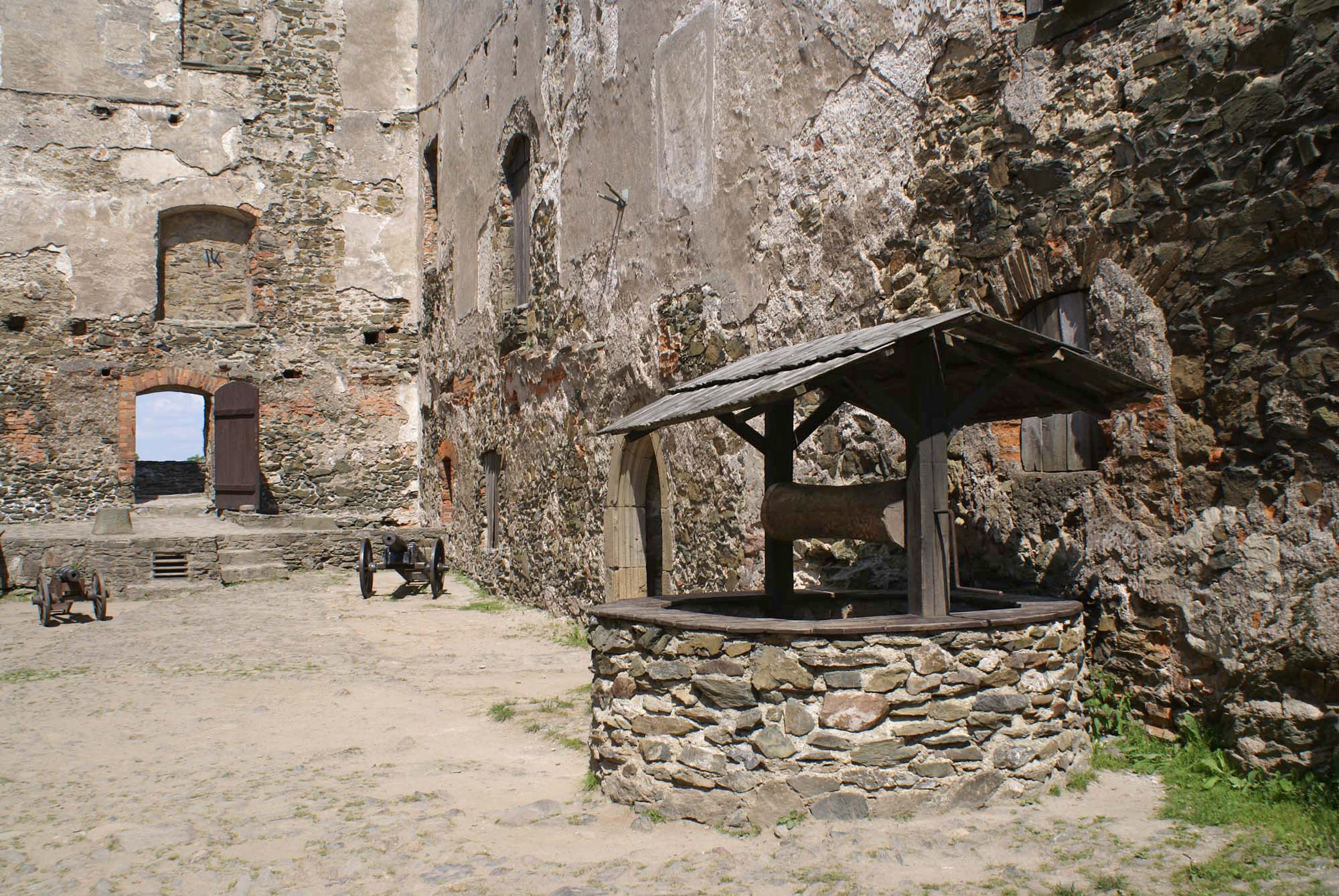
Patio del Castillo de Bolków
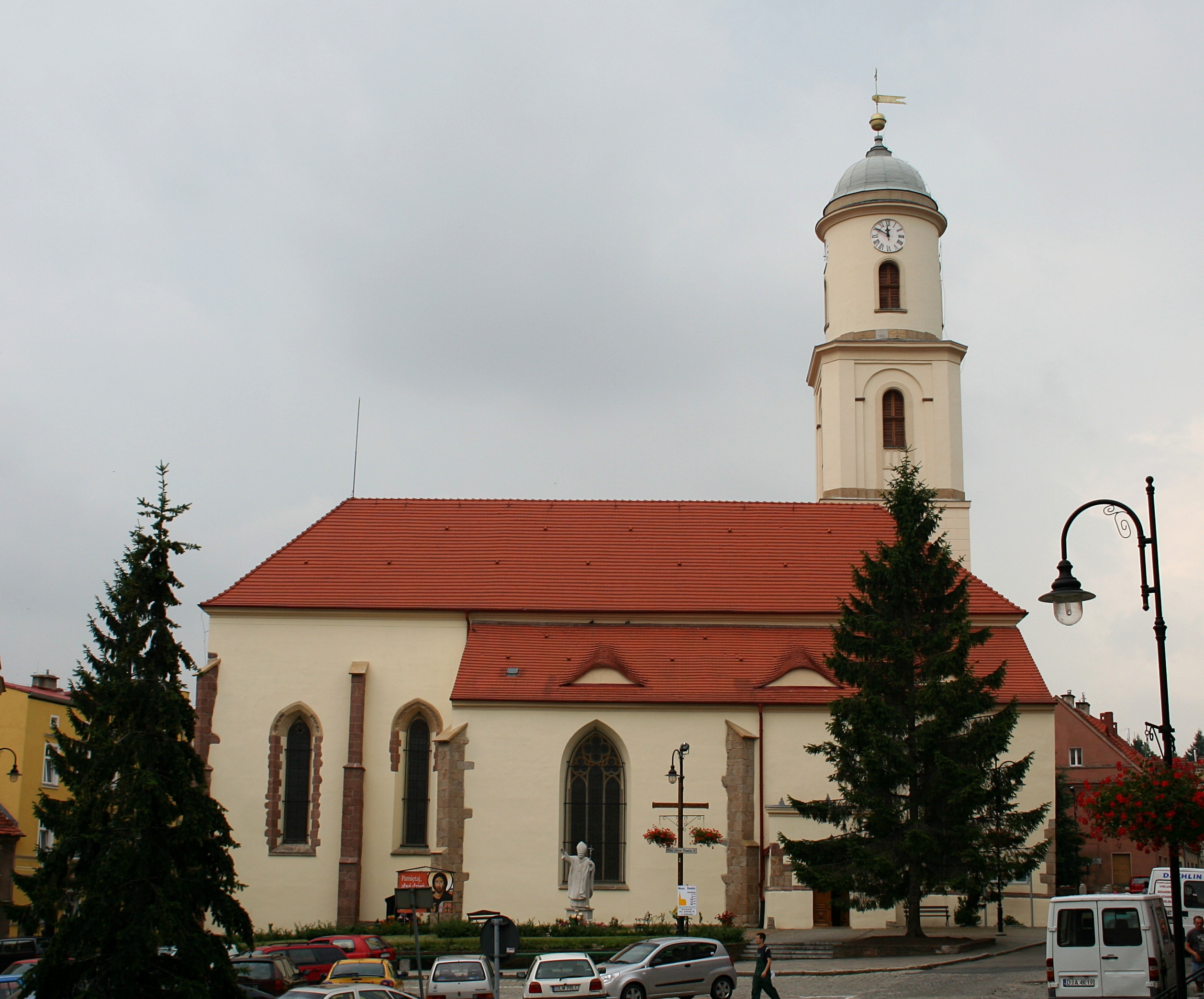
Iglesia de Santa Eduviges
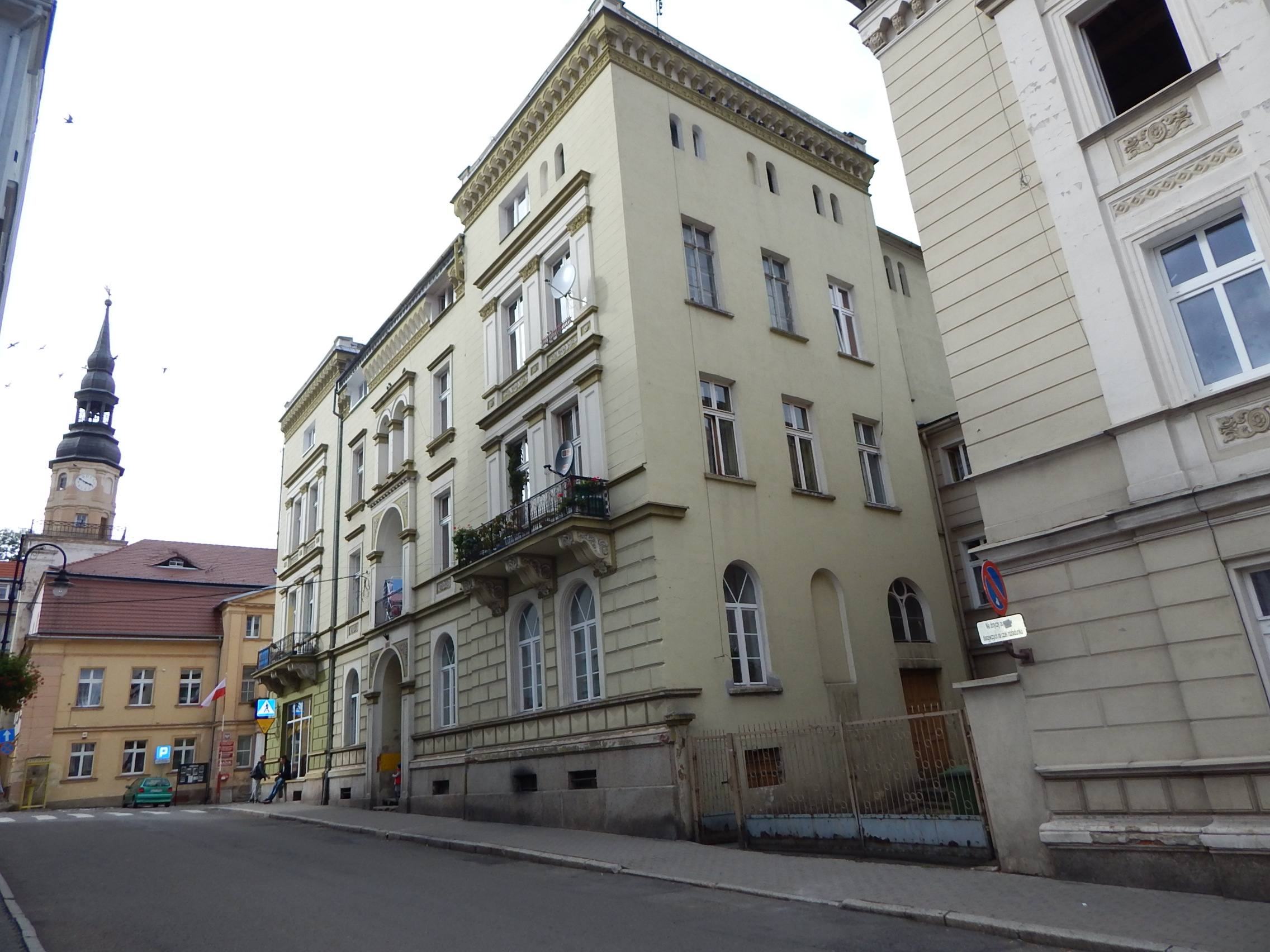
Calle Niepodległości (de la Independencia) con el ayuntamiento en el fondo
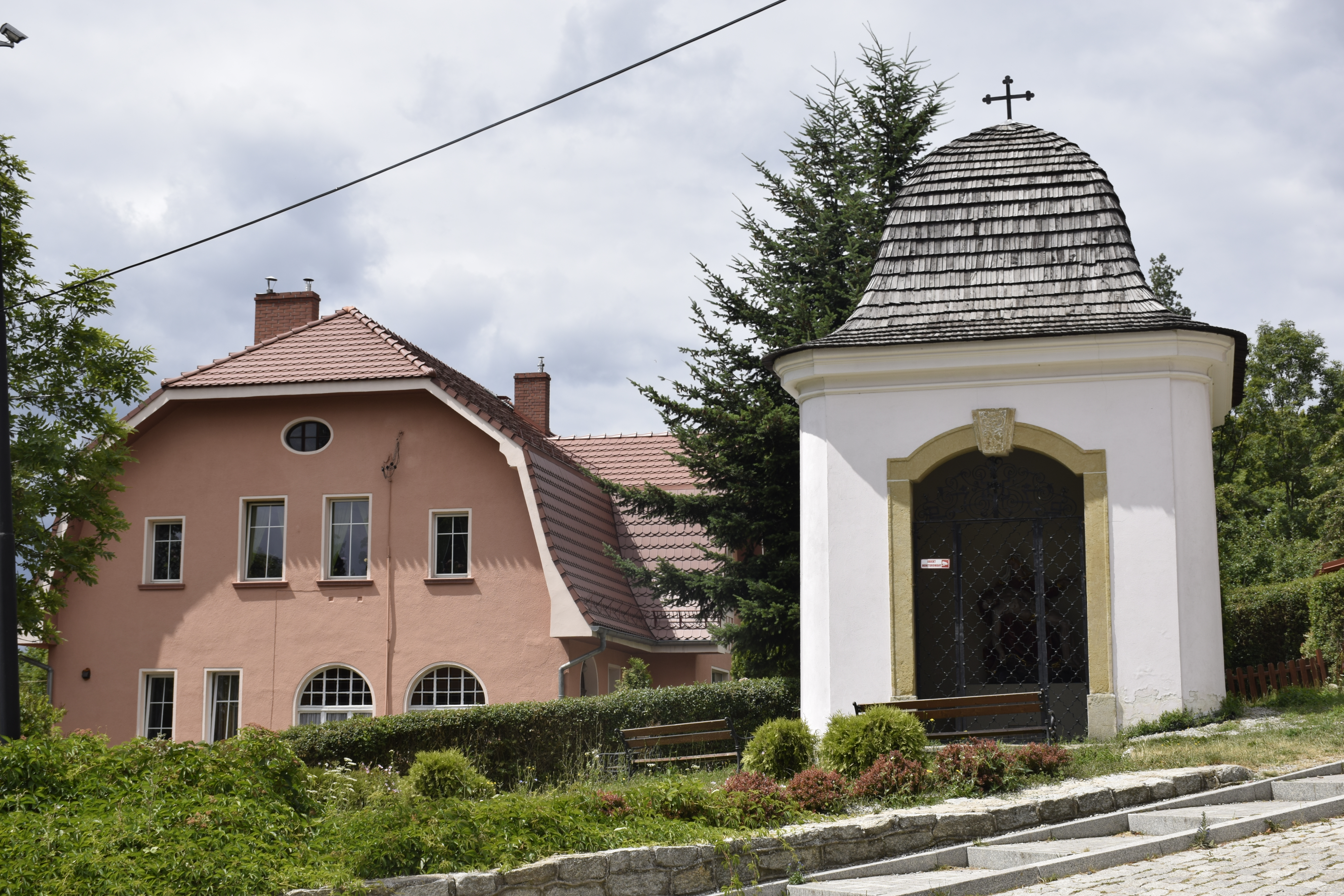
Capilla barroca

## Hermanamientos
Bolków está hermanada con:
- Dragsholm (Dinamarca);
- Heerde (Países Bajos), desde el 12 de junio de 1992;
- Borken (Alemania), desde el 27 de septiembre de 1997;
- Doksy (República Checa), desde el 19 de agosto de 2006;
- y Bad Muskau (Alemania), desde el 20 de octubre de 2006.